# Здесь на Таганке
ЗДЕСЬ на Таганке — выставочная галерея Таганского района, Московское государственное бюджетное учреждение расположенное на Таганской улице в доме 31/22, входит в объединение «Выставочные залы Москвы» и является центром современного искусства района.
Галерея представляет собой одну из наиболее посещаемых площадок объединения «Выставочные залы Москвы», площадку где под руководством профессионалов молодые талантливые авторы: художники и кураторы, могут реализовать свой творческий потенциал.
За время существования площадки на ней проведено уже более 1000 российских и зарубежных, персональных и коллективных выставок с участием более 20 тысяч художников.

## История
Этот выставочный зал был создан в 1988 году по инициативе Московского комитета КПСС для работы с населением Таганского района в области культуры (концепции официально принятого и насаждаемого тогда соцреализма). Первоначальное название выставочного зала — «Творчество». Четверть века со своего основания заведение проживёт как классическое государственное бюджетное учреждение представляя собой некое подобие районного дома культуры.
В 2013 включён в состав объединения «Выставочные залы Москвы» (ГБУК г. Москвы "Выставочный зал «Творчество» (ОГРН 1037700129807))
Новой вехой в жизни площадки становится момент когда туда приходят кураторы Сергей Сафонов и Игорь Чувилин (работавшие с площадкой в 20014-2015г). Они изменили концепцию и сменив название с выставочный зал «Творчество» на галерею «ЗДЕСЬ на Таганке» превратили место в экспериментальную площадку для новых художественных проектов интерпретирующих художественное наследие прошлого в современном контексте. После прекращения их сотрудничества в 2015 году с площадкой она приходит в упадок, интереса у зрителей нет, посещаемость очень низкая.
В связи с этим к концу 2015 года, по личному приглашению Елизаветы Фокиной (тогдашнего директора объединения Выставочные залы Москвы), куратором галереи становится проживающий в том же доме художник Андрей Бартенев известный своими провокационно-эксцентрическими образами и манерой поведения. От него хотят новых необычных идей для превращения практически мёртвой в тот момент городской галереи в популярное и динамичное пространство. Бартенев решает эту задачу нестандартно: так например для ремонта, которого требовала галерея, но на который не выделялись средства из бюджета, он организует в ней выставку «Переспелые пальцы слонов», куда приглашает уличных граффити райтеров и ярких художников андеграунда, таких как: Стас Bags, Миша Most, Николай N888K Николаев, Слава ПТРК, Костя Август, Евгений Ches, Иван Ninety, Гоша Ykor, Антония Лев, Алексей Медной, Захар Евсеев и многих других, которые рисуют свои произведения не только на холстах, но и непосредственно на стенах внутри и снаружи самой галереи, после чего сменить часть экспозиции выставки возможно только сделав требуемый ремонт. Благодаря этому ремонту в 2016 году была изменена планировка галереи, а также увеличена площадь развески картин на новых стенах. В галереи открылся свой сувенирный магазин с авторскими продуктами Бартенева и других художников выставляющихся в галереи, а также широким ассортиментом литературы по искусству.
В дальнейшей стратегии развития галереи ЗДЕСЬ Бартенев делает ставку на большие регулярные групповые выставки где участие принимают сразу под сотню художников, что приводит к быстрому росту посещаемости выставочного зала: яркие запоминающиеся открытия, сопровождаемые перформансами, музыкальными выступлениями и костюмированными перевоплощениями, на которые приходили известные гости из мира шоу-бизнеса, а также толпы друзей и почитателей таланта участников выставок. Происходит стремительный рост популярности галереи. Среди участников своих больших групповых шоу галерея регулярно выделяет наиболее талантливых авторов и устраивает им персональные выставки в своих стенах, так же предоставляя свои помещения для проектов и молодых кураторов, не боясь поддерживать эпатажный имидж; так выставку «Loving Bulgakov» художника Алексея Гурского в роли такого «молодого куратора» курировал известнейший шоумен Филипп Киркоров, а образы Булгаковских персонажей романа «Мастер и Маргарита» были срисованы с Российских звёзд: Мастер — Константин Хабенский, Коровьев — Александр Петров, Понтий Пилат — Валентин Гафт, Иван Бездомный — Моргенштерн и т. д.
В 2019 году в набравшей популярность галерее открывается второй «малый» зал (переоборудованный из служебных помещений) площадью 30 м², что позволяет одновременно проводить в «ЗДЕСЬ на Таганке» сразу по две выставки.
В 2021 году Бартенев Андрей Дмитриевич покинул галерею после 6 лет работы с её командой в качестве куратора (о своём уходе он неоднократно заявлял ещё с 2016 года, но через некоторое время снова делал очередной эффектный проект в её стенах). Роль куратора и художественного руководителя галереи взяла на себя Ксения Горбатюк занимающая в тот момент должность директора галереи «ЗДЕСЬ на Таганке».